# Skalenseil
Ein Skalenseil ist eine Schnur, welche bei älteren Radiogeräten bei der Senderwahl den Drehkondensator oder auch das Variometer des Schwingkreises mit dem Zeiger der Skala zur Darstellung der Frequenz fest verbindet.
Als Material wird meist Kunststoff, also Polyamid, Polyester oder eher selten auch Stahl verwendet.